# الشيعة في الوطن العربي
يمثل الشيعة في الوطن العربي نسبا مختلفة من السكان في الوطن العربي وخاصة في أقطار الخليج والمشرق العربي. يشكل الشيعة أغلبية عددية في العراق والبحرين. تبلغ نسبة الشيعة في الكويت 25-30% وفي السعودية 5-15%. نسبة الشيعة صغيرة جدا في أقطار المغرب العربي مثل الجزائر وتونس.

## البحرين
يقدر نسبة عدد الشيعة في البحرين بحوالي 49% من نسبة السُكَّان المُسلمين في البلاد، في حين يُمثل أهل السُّنة والجماعة 51% من مجموع المُسلمين في البحرين، بحسب وثيقة حكوميَّة ظهرت في عام 2011، ومع ذلك، فإن هذا الرقم متنازع عليه. تشير دراسة لمعهد واشنطن بأن الشيعة تبلغ نسبتهم 62%، وتزيد بعض التقديرات لتصل نسبة الشيعة بالقرب من 70%.

## مصر
طبقًا لبراين ويتاكر، في مصر، تتعرض الأقلية الشيعية للمضايقة على أيدي السلطات، ويعاملون بالاشتباه بهم، ويتم اعتقالهم - ظاهريًا لأسباب أمنية - ويتعرضون للايذاء على أيدي ضباط أمن الدولة بسبب معتقداتهم الدينية. يتراوح العدد التقديري للشيعة في مصر بين مليونين إلى ثلاثة ملايين.

## العراق
الغالبية الشيعية العراقية (65٪ من السكان) تقع في الغالب في الجزء الأوسط، والجنوبي من العراق[بحاجة لمصدر]، في بغداد (العاصمة)، كربلاء، النجف، الحلة، الديوانية، في جميع أنحاء الجنوب حتى البصرة. كما يشكلون الاغلبية في قضاء طوزخرماتو وبلد. و أقلية مهمة في مدينة كركوك وسامراء وتلعفر.

## الكويت
25-30٪ من المواطنين الكويتيين، هم من المسلمين الشيعة.

## لبنان
وجدت أحدث دراسة سكانية، أجرتها مؤسسة الإحصاء اللبنانية، وهي شركة أبحاث مقرها في بيروت، أن 27٪ -30٪ من سكان لبنان من المسلمين الشيعة[بحاجة لمصدر]. الشيعة هم الطائفة الوحيدة التي حصلت على منصب رئيس البرلمان. يتركز المسلمون الشيعة إلى حد كبير في البقاع الشمالي، والغرب، وجنوب لبنان، وفي الضواحي الجنوبية لبيروت.

## قطر
الشيعة، يشكلون حوالي 10٪ من سكان قطر المسلمين.

## السعودية
لا تقوم الحكومة السعودية بالسؤال عن العقيدة الأشخاص عند القيام بإحصاء للتعداد السكاني، لكن بحسب بعض الإحصاءات تقدّر نسبة الشيعة في السعودية بما بين 5% وقد أوصلتها بعض المصادر إلى 15% ، يسكن الشيعة الجعفرية منطقة الشرقية و في بعض القرى التابعة للمدينة المنورةمثل قرية أبو ضباع . بل إن الأشراف وهم سادة بني هاشم في المدينة ومكة وينحدروا من سلالتهم الأسرتان الهاشمية والعلوية الحاكمتان في الأردن والمغرب، كانوا ينتمون وبعضهم لا يزال للمذهب الشيعي. أما الشيعة الإسماعيلية فينتشرون في الجنوب وبخاصة في نجران بين قبائل يام، كما ينتشر الشيعة الزيدية في مناطق عدة من المنطقة الجنوبية والغربية.

## الإمارات
ينتمي 15٪ من المواطنين الإماراتيين، إلى الطائفة الشيعية. بالإضافة إلى ذلك، يتم ممارسة الإسلام الشيعي بين الجالية الإيرانية في البلاد، وغيرها من الجماعات المغتربة الإسلامية.

## اليمن
يشكل الشيعة ٢ ٪ من مواطني اليمن. على عكس معظم المجتمعات الشيعية الأخرى في المنطقة التي تتبع طائفة الإثني عشر، فإن الشيعة اليمنيين هم الزيديون[بحاجة لمصدر].

## سوريا
نظراً للتنوع المذهبي والطائفي في سوريا والتكتم من ناحية الأعداد مما أدى لعدم معرفة العدد الحقيقي لكل طائفة ومذهب ومن بينها الطائفة الشيعية إلا أنه ومن خلال التقارير الأخرى يمكن الحصول على أعداد تقريبية لهم. فبحسب تقرير «الحرية الدينية في العالم» لعام 2010، الذي يصدر عن وزارة الخارجية الأمريكية فإن الشيعة العلوية والإسماعيلية والجعفرية يشكّلون ما نسبته 13 في المائة، معظمهم من العلويين حيث تعد ثاني أكبر  طائفة بعد أهل السنة والجماعة و أما بعام 2018 فشكّل العلويين 17.2% من سكان سوريا بزيادة 11.8% عن عام 2010 